# 100 colpi di spazzola prima di andare a dormire
100 colpi di spazzola prima di andare a dormire è un romanzo erotico autobiografico della scrittrice catanese Melissa Panarello, all'epoca celata dietro lo pseudonimo di Melissa P., pubblicato l'11 luglio 2003.

## Storia editoriale
Distribuito in 40 nazioni, sono state vendute circa due milioni di copie.

## Trama
Melissa sta per compiere quindici anni e confida al diario il suo disagio interiore, che riesce a trovare sollievo soltanto nell'amore per il proprio corpo di adolescente.
Una sera Melissa conosce Daniele, un ragazzo di 18 anni, con il quale ha la prima esperienza sessuale: un rapporto orale, la cui magia è distrutta dal comportamento rude di lui. Quando Melissa vorrebbe un rapporto completo, egli la respinge con derisione, per poi accettare otto mesi più tardi. Ma, dopo i primi approcci, Daniele la respinge ancora, sospettando che ella non sia vergine come gli aveva detto.
In seguito i due si incontrano spesso e hanno rapporti sempre freddi e quasi meccanici, che finiscono per convincerla a lasciare il ragazzo e al tempo stesso a donare il proprio corpo a chiunque lo chieda, affinché, prima o poi, qualcuno possa accorgersi della sete d'amore che c'è in lei. Comincia così all'insaputa della famiglia (descritta come oppressiva nei suoi confronti e allo stesso tempo assente) una serie di relazioni occasionali, in cui apparentemente si lascia usare senza provare attrazione o piacere autentico, mentre è lei ad avere il dominio reale della situazione: Roberto (un compagno di scuola che la coinvolge in rapporti a cinque), Letizia (una ragazza lesbica), una coppia di omosessuali e Fabrizio, un padre di famiglia assiduo frequentatore di chat perverse.
Inizia anche a frequentare un giovane ventisettenne di nome Valerio, che le dà ripetizioni di matematica. Affascinata dal ragazzo, Melissa decide di sedurlo e inizia una relazione sessuale anche con lui, convinta di aver finalmente trovato qualcuno in grado di apprezzare la sua passionalità. Una sera Melissa chiede a Valerio di portarla nel posto dove hanno fatto sesso per la prima volta per stuprarla. Valerio prontamente obbedisce. Dopo averla sodomizzata contro un muro, la riporta a casa e Melissa capisce che anche lui è come tutti gli altri: egli infatti, la chiama "Lolita", come la celebre ninfetta del libro di Nabokov, e al di là del sesso non vede altro in lei.
Dopo averlo piantato in asso durante una delle svariate orge in un locale dove era solito portarla con i suoi amici, egli la scarica senza pensarci troppo. A questo punto Melissa conosce Claudio, che si rivela essere, contro ogni sua previsione, gentile e dolce, oltre che affascinante. Finalmente Melissa, oramai sedicenne, ha trovato ciò che per tanto tempo aveva cercato nelle camere buie e negli stanzini, con uomini sconosciuti, giovani e vecchi: l'amore.

## Opere derivate
Dal libro è stato tratto il film Melissa P., per la regia di Luca Guadagnino, prodotto da Francesca Neri e Claudio Amendola e interpretato dalla giovane attrice spagnola María Valverde, disconosciuto dall'autrice come non aderente al testo.

## Edizioni
- Melissa Panarello, 100 colpi di spazzola prima di andare a dormire, Fazi Editore, 2003,  p. 143, ISBN 88-8112-425-4.
- Lawrence Venuti (traduzione di), 100 Strokes of the Brush before Bed, 2004
- Juan Carlos Gentile Vitale (traduzione di), Cien Cepilladas antes de Dormir
- Juan Carlos Gentile Vitale (traduzione di), Los Cien Golpes, 2004[4]